# Schluchten von Uriezzo

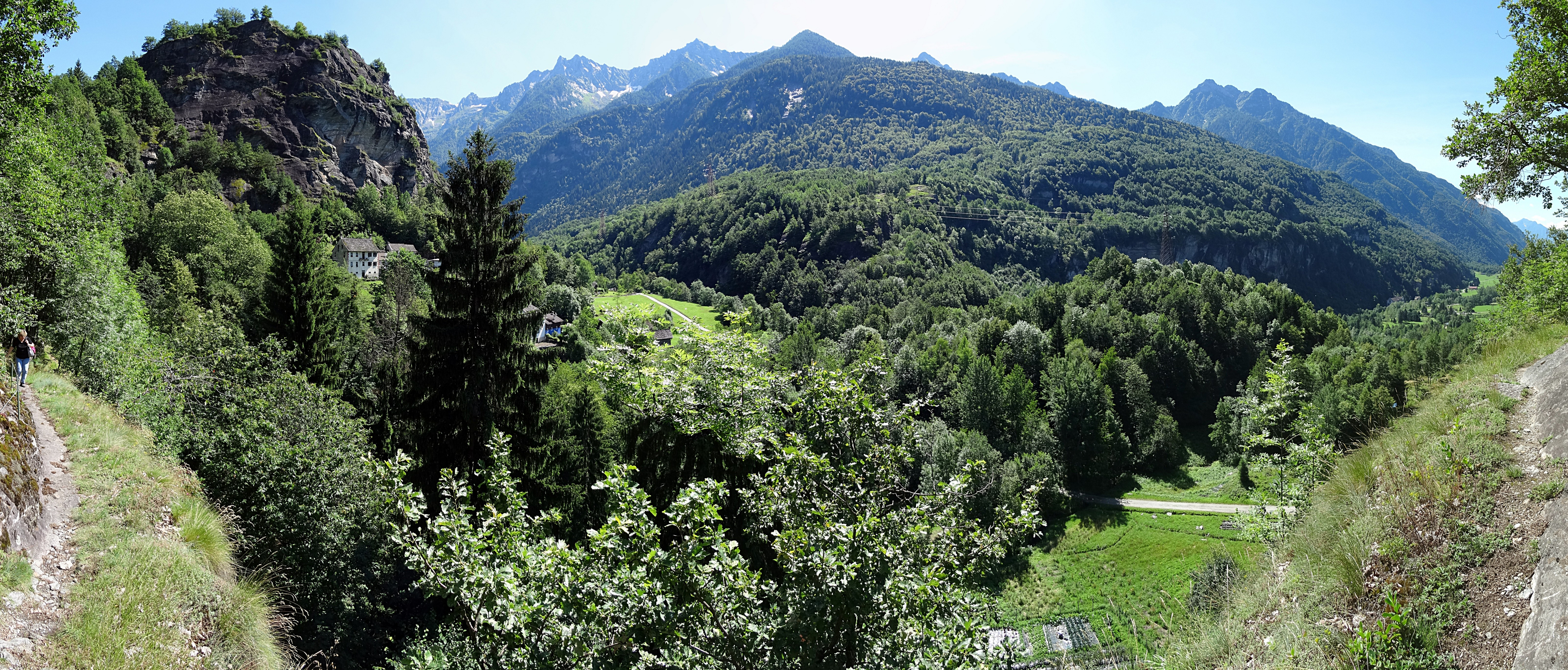
Über den Schluchten von Uriezzo

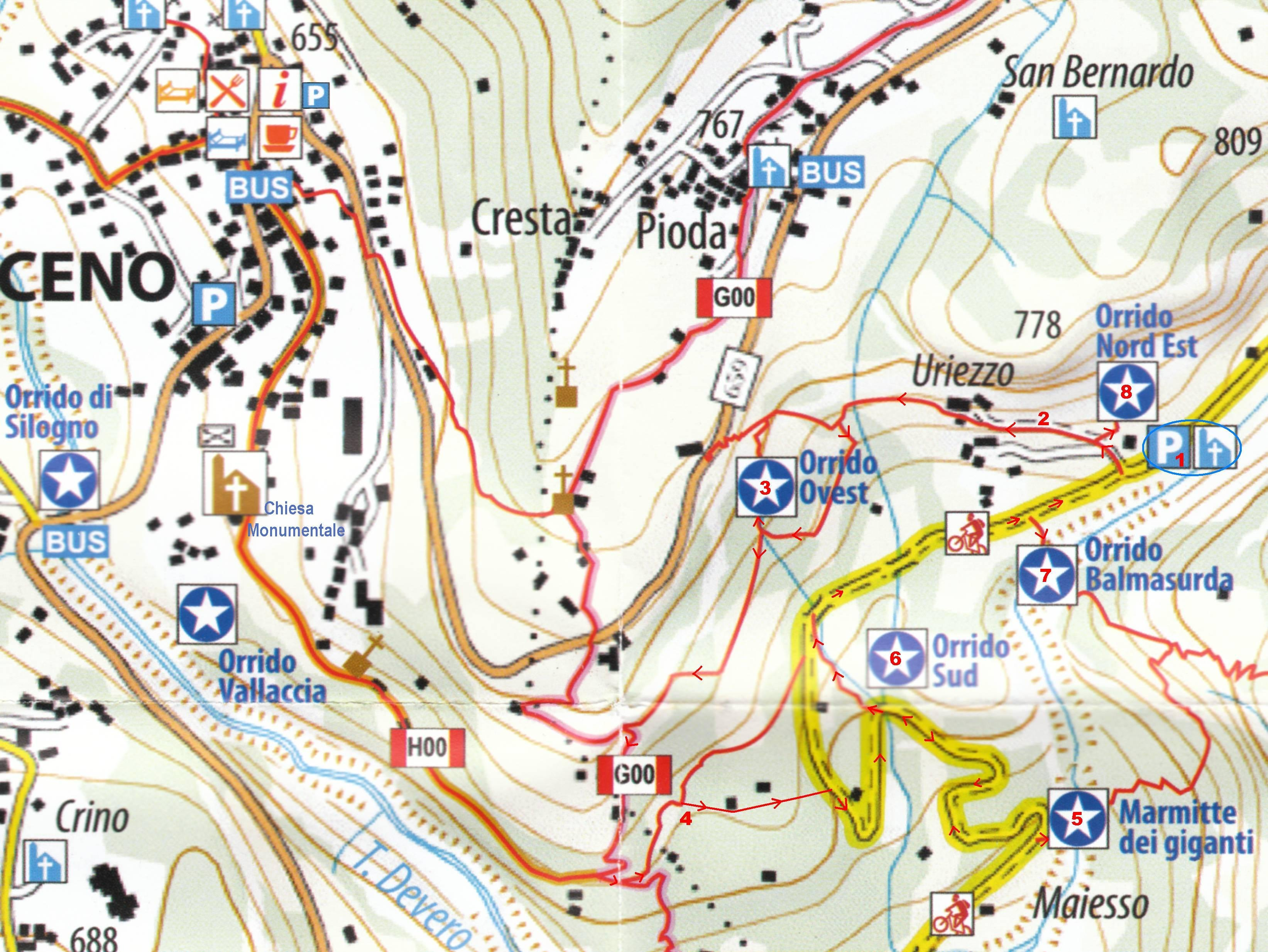
Wandern im Gletscherpark

Die Schluchten von Uriezzo  (italienisch Orridi di Uriezzo) sind ein Komplex von Schluchten im Valle Antigorio in der italienischen Provinz Verbano-Cusio-Ossola in der Region Piemont zwischen Baceno, Crodo und Premia nahe der Siedlung Uriezzo, die sich beim Abschmelzen des Toce Gletschers nach der Eiszeit gebildet haben. Die Schluchten sind einer der touristischen Höhepunkte der Region.

## Entstehung
Während der letzten Eiszeit (die Würmeiszeit ging vor etwa 12.000 Jahren zu Ende) wurde die Ebene von Verampio, wo sich das Valle Devero und das Valle Antigorio vereinigen, durch die umfangreichen Gletscher des Toce bedeckt. Beim Abschmelzen durchflossen das Gebiet unzählige subglaziale Bäche und erodierten durch mitgeführtes Geröll den Glimmergneis von Baceno bis in den Untergrund aus Verampio-Granitgneis zu engen Tälern und mäandernden Schluchten. Mit dem Rückzug der Gletscher zogen sich auch die Bäche zurück. Übrig blieben die Schluchten von Uriezzo und die Riesen-Strudeltöpfe (italienisch Marmitte dei giganti). Heute liegen die Schluchten trocken und man kann sie leicht zu Fuß durchwandern.

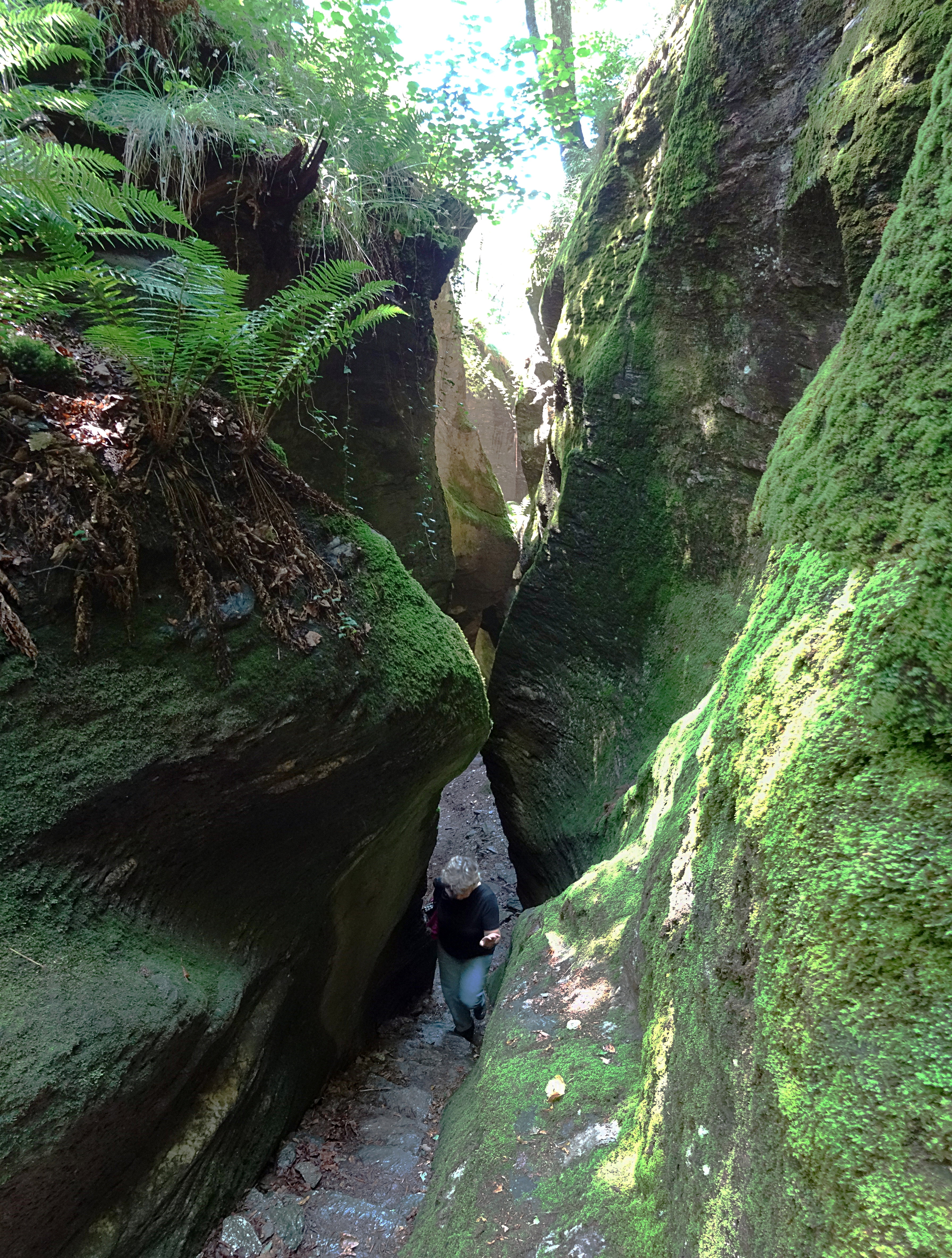
Die grüne Nordostschlucht

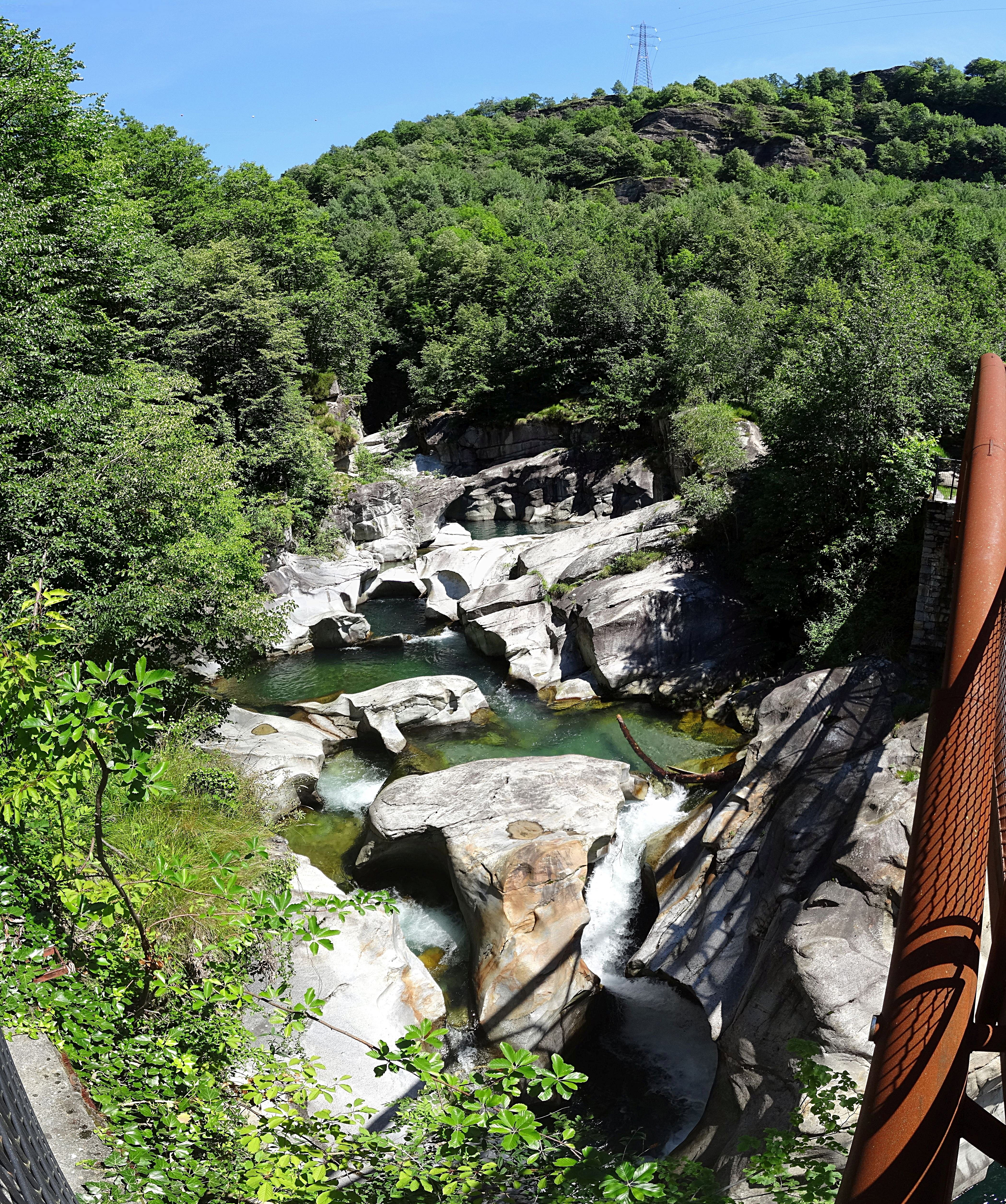
Die "Kochtöpfe der Riesen"

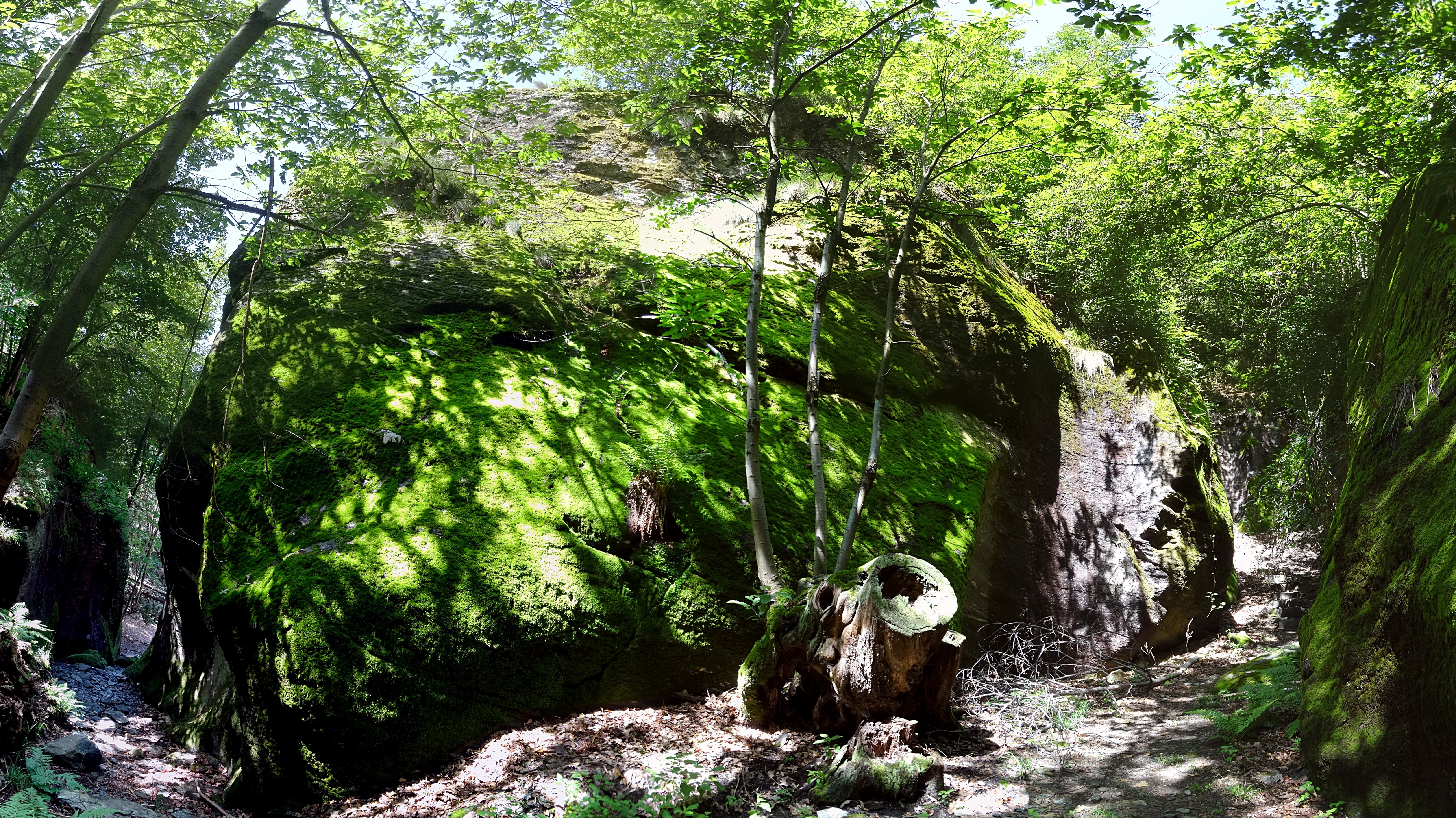
In der Westschlucht

## Beschreibung
Die erosive Wirkung der einstigen Gletscher und Gebirgsbäche hat grandiose und vielfältige Formen hinterlassen, wie man sie nur selten in den Alpen vorfindet. Die Schluchten werden durch eine Reihe von großen Hohlräumen – Kessel und Mühlen – gebildet, die durch teils enge und gewundene Gänge verbunden sind. Die Wände zeigen Nischen und Rillen und zeugen von Verwirbelung und heftigen Wasserstrudeln. An einigen Stellen nähern sie sich so dicht zueinander, dass man vom Grund nicht den Himmel erkennen kann. Die erodierende Kraft des Wassers kann man noch heute an den benachbarten Marmitte dei giganti beobachten.

### Kuppel von Verampio
Bei der Faltung und Hebung der Zentralalpen entstanden einige domartige Strukturen, in welchen die tiefsten Einheiten der Europäischen Platte nach oben gelangten. Die Simplon- oder Toce-Kulmination mit dem Verampio-Fenster entspricht daher dem Basement von Europa. Indem sich die Gletscherbäche in die unteren Felsschichten ein schnitten kam diese tiefer liegende tektonische Einheit zum Vorschein, die ein „tektonisches Fenster“ öffnete. Diese Felsschicht stellt eine Kuppelform dar, so dass man sie als „die Kuppel von Verampio“ bezeichnet.

### Süd-Schlucht
Die Orrido Sud wird von den Einheimischen Grab von Uriezzo genannt und ist die eindrucksvollste von allen, etwa 200 m lang und 20 bis 30 m tief. Sie besteht aus einer gewundenen und bizarren Reihe von Trockenkesseln, die durch enge Passagen miteinander verbunden sind.

### Nordost-Schlucht
Die grüne Orrido Nord-Est hat eine Länge von etwa 100 m und ist bis 10 m tief, an einigen Stellen sehr eng.

### West-Schlucht
Die Orrido Ovest mit großen Kesseln und Mäandern besteht aus zwei getrennten Teilen.
Eine vierte Schlucht, die Vallaccia genannt wird, befindet sich direkt unterhalb der Monumentalkirche von Baceno. Sie ist schwer zugänglich und endet mit einem jähen Absturz über dem Bach Devero.

### Marmitte dei giganti
Innerhalb von 3 km Länge fällt der Toce zwischen Premia und Verampio 160 m ab, wobei er sich in eine enorme Gletscherstufe eingräbt. Bei Maiesso am Toce-Fluss sind charakteristische Formen der Erosion im Fels zu beobachten, die "Kessel der Riesen" genannt werden: beeindruckende, halbkugelförmige oder zylindrische Hohlräume, die durch die Gewalt des Schmelzwassers des Gletschers in den Felsen gegraben wurden. Eine wichtige Rolle spielt das mitgeführte Geröll, das durch die wirbelnden Wasser auf dem Grund der Aushöhlungen eine starke Abschürfung bewirkt.

## Ökosystem
Die Schluchten sind ein komplexes Ökosystem, gekennzeichnet durch hohe Luftfeuchtigkeit, wenig Licht, glatte und polierte Wände. Hier gibt es viele Arten von Pflanzen, die man anderswo kaum noch antrifft, vor allem Moose und Farne, die sich diesen schwierigen Bedingungen am besten anpassen.

## Erschließung
Nordschlucht, Südschlucht und Westschlucht sind sehr gut begehbar. In der Südschlucht gibt es zwischen oberem und unterem Abschnitt (etwa 9 m Höhenunterschied) eine sichere eiserne Treppenkonstruktion. Die Wege sind gut beschildert und mit informativen Hinweistafeln versehen.
Zufahrt von Premia: vorbei am Felsentor von Balmafredda, das als Sportkletterwand benutzt wird. An der Brücke über den Toce-Fluss kann das imposante Orrido von Arvera bewundert werden. Parken am Kirchlein Santa Lucia.
Zugang von Verampio (Crodo): vom Restaurant "Campagna" der Gas-Pipeline folgen, den Devero-Bach überqueren, weiter parallel zum Toce-Fluss bis zur Aussichtsbrücke über die Kessel der Riesen. Den Eingang der Süd-Klamm erreicht man nördlich nach einer leichten Steigung.
Zugang von Baceno: vom Parkplatz an der Monumentalkirche San Gaudenzio dem Wanderweg nach Südosten folgen.